# ヨランダ・バラシュ

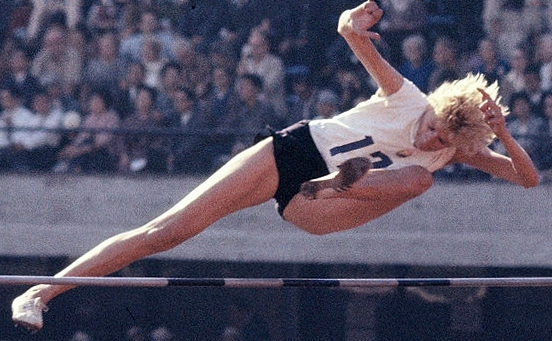
1964年東京オリンピックでのバラシュ

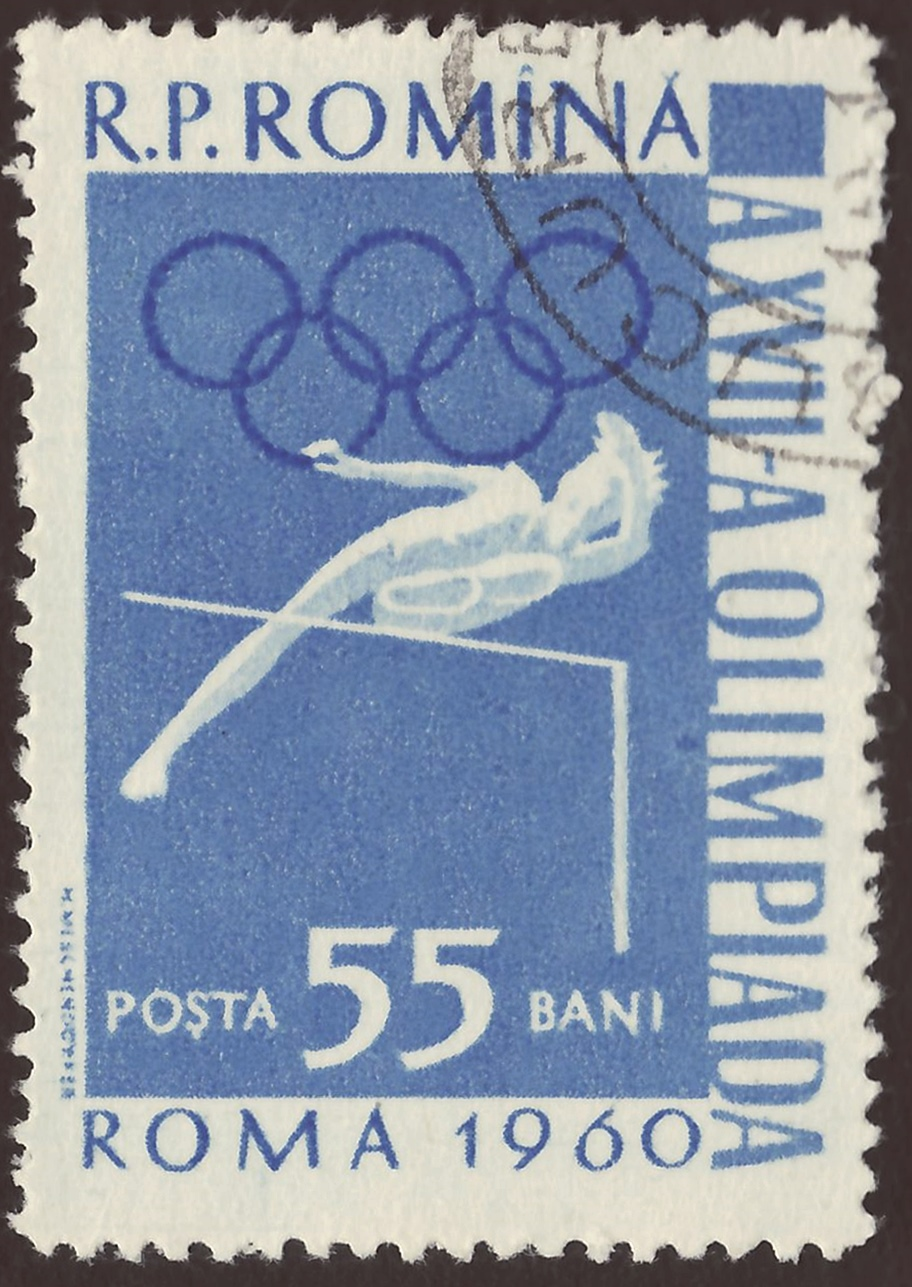
ルーマニアの55バニ切手。1960年ローマオリンピックでのバラシュが描かれている。

ヨランダ・バラシュ（ルーマニア語: Iolanda Balaş、1936年12月12日 - 2016年3月11日）は、ルーマニア・ティミショアラ出身の陸上競技選手である（父がルーマニア人で、母がハンガリー人）。1960年ローマ、1964年東京と2大会連続してオリンピックを制した走高跳の選手で、女性のハイジャンパーとして最も偉大な選手の一人といわれている。
バラシュは、1956年メルボルンオリンピックでは5位に終わっているが、1957年から1967年にかけてオリンピック2連覇を含め150連勝を果たし、世界記録は1m75から1m91まで14回更新した。
1961年に1m91の世界記録を出して以来、彼女の記録はその後10年間破られなかった。彼女の跳躍は正面跳びで出されたものであり、ベリーロールや背面跳びといった新たなジャンプスタイルが登場するまで破られることはなかった。

## 樹立した世界記録
| 回数 | 記録 | 日付           | 場所               | 備考                                               |
| ---- | ---- | -------------- | ------------------ | -------------------------------------------------- |
| 1    | 1m75 | 1956年7月14日  | ブカレスト         |                                                    |
| 2    | 1m76 | 1957年10月13日 | ブカレスト         | ミルドレッド・マクダニエル（アメリカ）とのタイ記録 |
| 3    | 1m78 | 1958年6月7日   | ブカレスト         |                                                    |
| 4    | 1m80 | 1958年6月22日  | クルージュ＝ナポカ | 女性初の1m80成功                                   |
| 5    | 1m81 | 1958年7月31日  | ブラショフ         |                                                    |
| 6    | 1m82 | 1958年10月4日  | ブカレスト         |                                                    |
| 7    | 1m83 | 1958年10月18日 | ブカレスト         | 女性初の6フィート成功                              |
| 8    | 1m84 | 1959年9月21日  | ブカレスト         |                                                    |
| 9    | 1m85 | 1960年6月6日   | ブカレスト         |                                                    |
| 10   | 1m86 | 1960年7月10日  | ブカレスト         |                                                    |
| 11   | 1m87 | 1961年4月15日  | ブカレスト         |                                                    |
| 12   | 1m88 | 1961年6月18日  | ワルシャワ         |                                                    |
| 13   | 1m90 | 1961年7月8日   | ブダペスト         | 女性初の1m90成功                                   |
| 14   | 1m91 | 1961年7月16日  | ソフィア           |                                                    |